# Hirmoneura neli
Hirmoneura neli är en tvåvingeart som beskrevs av Mikhail B. Mostovski och Martinez-delclos 2000. Hirmoneura neli ingår i släktet Hirmoneura och familjen Nemestrinidae.
Artens utbredningsområde är Spanien. Inga underarter finns listade i Catalogue of Life.